# Miltochrista kulingensis
Miltochrista kulingensis är en fjärilsart som beskrevs av Daniel 1952. Miltochrista kulingensis ingår i släktet Miltochrista och familjen björnspinnare. Inga underarter finns listade i Catalogue of Life.